# Zuiderkempens

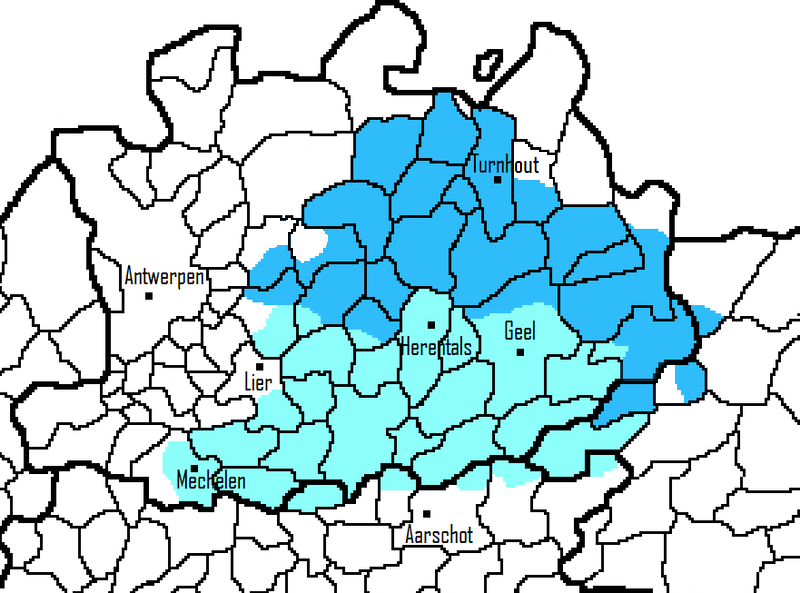
In het blauwe gebied op deze kaart wordt volgens Weijnen e.a. (2000) Kempens dialect gesproken. Het Zuiderkempens gebied is aangeduid in het lichtblauw, het Noorderkempens in het donkerblauw.

Het Zuiderkempens is een groep van Brabantse dialecten, die samen met het gelijkaardige Noorderkempens tot de Kempense dialecten behoort. De dialecten in de Zuiderkempen verschillen van de Noorderkempen doordat ze sterker beïnvloed zijn door de Zuid-Brabantse dialecten. Zuiderkempens wordt gesproken in een groot deel van de zuidelijke helft van de provincie Antwerpen, alsook in enkele aangrenzende plaatsen in het noordoosten van Vlaams-Brabant en het noordwesten van Belgisch Limburg.

## Kenmerken
De Zuiderkempense dialecten verschillen onderling, en klinken dus zeker niet allemaal hetzelfde. Ze vertonen ook relatieve gelijkenissen met dialectgroepen die in de buurt liggen. Zo vertoont bijvoorbeeld het dialect van Tessenderlo enkele gelijkenissen met het West-Limburgs, en bestaan er ook vele gelijkenissen tussen het Mechels en het Kleinbrabants. Het Mechels heeft als stadsdialect overigens ook nogal wat unieke kenmerken die elders in de Kempen niet voorkomen.
Dialectologen vinden het nuttig om een onderscheid te maken tussen Noorderkempens en Zuiderkempens, omdat er dwars doorheen het gebied waar Kempens dialect gesproken wordt meerdere isoglossen of klankgrenzen lopen. De dialecten ten zuiden van deze isoglossen vertonen daardoor enkele gelijkaardige kenmerken die in het noorden van de Kempen niet voorkomen. Vaak gaat het om dialectfenomenen die ook in de Zuid-Brabantse dialecten te vinden zijn en die, in beperktere mate, ook in de Zuiderkempen optreden.
De grens tussen het Zuiderkempens en het Noorderkempens is geen 'harde' grens. Enerzijds treden sommige typisch Zuiderkempense dialectkenmerken ook op in de zuidelijke delen van de Noorderkempen. Anderzijds komen sommige Zuiderkempense dialectklanken slechts voor in een deel van het Zuiderkempense dialectgebied.
Hieronder, op basis van Weijnen en anderen in 2000, een niet-exhaustieve opsomming van enkele dialectkenmerken die het Zuiderkempens van het Noorderkempens onderscheiden:
- Typisch voor het Zuiderkempens is het laten vallen van de r-klank in verschillende omstandigheden:
  - In een aantal woorden met slechts één lettergreep die eindigen met een letter r, wordt de r in Zuiderkempense dialecten vaak niet uitgesproken. Het gaat dan om woorden als 'hier', 'daar' en 'voor', die uitgesproken worden als 'hie', 'doa' en 'veu'. Hoe zuidelijker, des te vaker dit fenomeen voorkomt. Het uitspreken van 'hier' als 'hie' komt in nagenoeg het hele Zuiderkempense gebied voor, alsook in enkele zuidelijke Noorderkempense dialecten. In een kleiner deel van de Zuiderkempense dialecten wordt ook 'voor' uitgesproken als 'veu'. Enkel in de meest zuidelijk gelegen Kempense dialecten gebeurt dit ook bij woorden als 'vuur' ('vuu') of 'deur' ('deu'). In de aangrenzende Zuid-Brabantse dialecten komt dit fenomeen nog vaker voor, en laat men de r tevens vallen bij woorden als broer en bier.
  - Als een korte o gevolgd wordt door een r plus een dentale medeklinker (t, d, s, z, l, n, r), wordt de r in Zuid-Brabantse dialecten vaak niet uitgesproken. Dit fenomeen komt ook voor in de Zuiderkempen, en is bijvoorbeeld het geval bij woorden als wortel, borst, korst en dorst. In het Zuiderkempens worden deze woorden respectievelijk uitgesproken als 'wöttel', 'böst', 'köst', en 'döst' ('ö' wordt hier uitgesproken als een korte 'ui'-klank). In de Noorderkempen wordt de r-klank wel uitgesproken: 'wörtel', 'börst', 'körst', en 'dörst'.
  - Ook in woorden waar een 'aar'-klank gevolgd wordt door een dentale medeklinker (zoals d, t of s), wordt in Zuiderkempense dialecten vaak de r-klank niet uitgesproken. Dit is bijvoorbeeld het geval met 'paard', in het Zuiderkempens uitgesproken als 'pjaet' of 'pjèèt'. Iets gelijkaardigs kan ook optreden bij woorden als 'kaars' of 'staart'. Hierin gelijkt het Zuiderkempens op de Zuid-Brabantse dialecten. Ook dit fenomeen komt in de Noorderkempen weinig of niet voor, waar men de r-klank wel uitspreekt.
- In werkwoorden met een 'aai'-klank wordt de i of j in de Zuiderkempen vaak niet uitgesproken. Een woord als 'draaien' wordt in de Noorderkempen uitgesproken als 'draoje'. In de Zuiderkempen laat men de i of j vallen, en spreekt men van 'draowe'. De 'ao'-klank (een donkere lange 'aa'-klank) wordt dan direct gevolgd door een doffe e-klank, zonder er een j tussen te voegen.
- In enkele werkwoorden waarbij een ou-klank of een u-klank gevolgd wordt door de letter w (zoals in duwen, bouwen of trouwen) wordt de w-klank in enkele Zuiderkempense dialecten vervangen door een v-klank (duwen wordt dan 'daave' of 'dééve', bouwen wordt 'baave'). Dit fenomeen bestaat ook in aansluitende Zuid-Brabantse dialecten, en komt weinig tot niet voor in het Noorderkempens.
- De aanwezigheid van een labiale medeklinker (w, p, m, b, f, v) - vaak in combinatie met een l - veroorzaakt in Zuid-Brabantse dialecten vaak een ronding (in de fonologie de verandering van een ongeronde naar een geronde klank, zoals bijvoorbeeld zeven > zeuven) tot u of uu. Dit fenomeen komt ook in de Zuiderkempen voor, hoewel niet consequent toegepast. Bijvoorbeeld: het woord 'schimmel' wordt in de Zuiderkempen uitgesproken als 'schummel' (in de oostelijke Zuiderkempen) of 'schuumel' (in de westelijke Zuiderkempen). Iets gelijkaardigs treedt ook op bij andere woorden (zoals 'simpel' dat 'sumpel' wordt, of 'slim' dat 'slum' wordt). In de Noorderkempen komt dit minder vaak of niet voor, en wordt 'schimmel' vaak zoals in het Standaardnederlands uitgesproken.
- Het woord 'sterven', en enkele gelijkaardige woorden, worden in het Zuiderkempens uitgesproken als 'störven' ('ö' wordt hier uitgesproken als een korte 'ui'-klank, gelijkaardig aan 'sturreve'). In de Noorderkempen wordt dit vaak uitgesproken zoals in het Standaardnederlands ('sterreve'), soms ook met een gerekte éé-klank ('stééreve').
- In de Noorderkempen en een groot deel van de Zuiderkempen wordt de oo-klank in een woord als 'droog' uitgesproken als 'oewe': tegen 'droog' zegt men dus 'droeweg'. In bepaalde delen van de Zuiderkempen wordt dit echter uitgesproken met een uu-klank (als 'druujeg' of 'druuweg'). Het betreft hier een gebied in het uiterste oosten van Zuiderkempen, in de streek rond Tessenderlo en delen van Laakdal en Meerhout, alsook in het westen van het Zuiderkempens gebied (ten westen van Herentals).
- In een deel van het Zuiderkempens gebied, vooral in het westelijke en uiterst zuidelijke deel ervan, wordt een ij- of ei-klank vaak als een aa-klank uitgesproken. Woorden als 'tijd', 'eigen' of 'geit' worden dan uitgesproken als 'taad', 'aage' en 'gaat'. In het Noorderkempens gebied, en in de oostelijkere en noordelijkere delen van het Zuiderkempens gebied, wordt dit wel met een ij-achtige klank uitgesproken (waarbij de j-klank echter niet hoorbaar is: 'tééd', 'éége', en 'géét').
- In de meervoudsvorm van woorden die eindigen met een '-nd', '-rd', of '-ld' wordt in Zuid-Brabantse dialecten de d-klank vaak niet uitgesproken. In de Zuiderkempen doet dit fenomeen zich ook voor, maar in mindere mate. In het Zuiderkempens gebied en een deel van het Noorderkempens gebied wordt 'paarden' uitgesproken als 'pjaere' of 'pjèère'. In de uiterst zuidelijk en oostelijk gelegen delen van de Kempen gebeurt dit tevens met een woord als 'naalden', dat als 'nölle' wordt uitgesproken ('ö' wordt hier uitgesproken als een korte 'ui'-klank).

## Plaatsbepaling en geografische definitie
Volgens dialectologisch onderzoek in 2000 door Weijnen en anderen wordt een Zuiderkempens dialect gesproken in:
- Averbode (maar niet in de rest van Scherpenheuvel-Zichem, waar Hagelands gesproken wordt).
- Begijnendijk (maar niet in Betekom, waar Hagelands gesproken wordt)
- Berlaar
- Bonheiden
- Bouwel (maar niet in de rest van Grobbendonk, waar Noorderkempens gesproken wordt)
- Broechem en Emblem (maar niet in de rest van Ranst, waar Antwerps gesproken wordt, en niet in Oelegem, waar Noorderkempens gesproken wordt)
- Deurne (maar niet in de rest van Diest, waar Getelands gesproken wordt)
- Geel (met uitzondering van Ten Aard, waar Noorderkempens gesproken wordt)
- Heist-op-den-Berg
- Herentals
- Herenthout
- Herselt
- Hulsen (maar niet in Balen en Olmen, waar Noorderkempens gesproken wordt)
- Hulshout
- Keerbergen
- Koningshooikt (maar niet in de rest van Lier, waar een Antwerps dialect gesproken wordt)
- Laakdal
- Massenhoven en Viersel (maar niet in de rest van Zandhoven, waar Noorderkempens gesproken wordt).
- Meerhout
- Mechelen en Muizen (maar niet in de deelgemeenten Hombeek, Heffen en Leest, waar Kleinbrabants gesproken wordt, en niet in Walem, waar een Antwerps dialect gesproken wordt)
- Nijlen
- Olen
- Putte
- Sint-Katelijne-Waver
- Tessenderlo
- Westerlo
- Wolfsdonk (maar niet in de rest van Aarschot, waar Hagelands dialect gesproken wordt).

Het dialect van Begijnendijk moet volgens Weijnen en anderen  beschouwd worden als een overgangsdialect. Dat verschilt ongeveer even sterk van de Zuiderkempense dialecten die ten noorden van Begijnendijk gesproken worden, als van de Hagelandse dialecten die ten zuiden van Begijnendijk gesproken worden. In mindere mate is dit ook voor het dialect van Keerbergen het geval, hoewel die laatste wel sterker aanleunt bij het Zuiderkempens.
Het dialect van Mechelen wordt door dialectologen tot het Zuiderkempens gerekend, maar wijkt er ook sterk van af. Het Mechels is een stadsdialect, en heeft verschillende unieke kenmerken die in de rest van de omliggende gemeenten, en dus ook in de Kempen, niet voorkomen. Bovendien heeft het meer uitgesproken gelijkenissen met Zuid-Brabantse dialecten, zoals het Kleinbrabants, dan de andere Zuiderkempense dialecten.